# 沢辺村
沢辺村（さわべむら）は、昭和29年（1954年）まで宮城県栗原郡の北東部に存在していた村。現在の栗原市金成沢辺・金成姉歯・金成梨崎・金成小堤にあたる。

## 地理
- 河川：一迫川、三迫川、熊川

## 沿革
- 明治8年（1889年）10月17日 - 水沢県による村落統合により、大原木村と小堤村が合併して大堤村が成立、梨崎村が姉歯村に編入される。
- 明治22年（1889年）4月1日 - 町村制施行にともない、沢辺村・姉歯村および大堤村のうち旧小堤村域が合併して新制の沢辺村が発足。
- 昭和30年（1955年）1月1日 - 金成村・津久毛村・萩野村と合併し、金成町となる。

## 行政
- 歴代村長

| 代 | 氏名       | 就任                       | 退任                       | 備考 |
| -- | ---------- | -------------------------- | -------------------------- | ---- |
| 1  | 菅原義造   | 明治22年（1889年）4月22日  | 明治37年（1904年）1月6日   |      |
| 2  | 佐藤佐助   | 明治37年（1904年）11月9日  | 明治41年（1908年）8月14日  |      |
| 3  | 櫛田覚次郎 | 明治41年（1908年）8月22日  | 明治43年（1910年）8月11日  |      |
| 4  | 高橋新作   | 明治44年（1911年）1月14日  | 大正元年（1912年）8月29日  |      |
| 5  | 佐藤文四郎 | 大正元年（1912年）8月30日  | 大正3年（1914年）1月24日   |      |
| 6  | 佐々木惣治 | 大正3年（1914年）3月9日    | 大正6年（1917年）12月28日  |      |
| 7  | 小野寺貞吉 | 大正7年（1918年）1月24日   | 大正8年（1919年）12月27日  |      |
| 8  | 佐藤文七   | 大正8年（1919年）12月28日  | 大正11年（1922年）4月20日  |      |
| 9  | 佐藤寅治   | 大正11年（1922年）11月24日 | 昭和9年（1934年）12月3日   |      |
| 10 | 姉歯弘     | 昭和9年（1934年）12月12日  | 昭和14年（1939年）12月20日 |      |
| 11 | 菅原善一郎 | 昭和14年（1939年）12月21日 | 昭和17年（1942年）4月13日  |      |
| 12 | 安部留治   | 昭和17年（1942年）6月30日  | 昭和18年（1943年）12月29日 |      |
| 13 | 佐々木憲平 | 昭和19年（1944年）1月7日   | 昭和21年（1946年）2月2日   |      |
| 14 | 田代勝治   | 昭和21年（1946年）4月15日  | 昭和22年（1947年）1月28日  |      |
| 15 | 三宮幸七   | 昭和22年（1947年）4月5日   | 昭和29年（1954年）12月31日 |      |

## 交通

### 鉄道
- 栗原鉄道：沢辺駅

### 道路
- 国道4号